# Jan Andrew
Jan Andrew (Australia, 5 de enero de 1943) es una nadadora australiana retirada especializada en pruebas de estilo mariposa, donde consiguió ser medallista de bronce olímpica en 1960 en los 100 metros.

## Carrera deportiva
En los Juegos Olímpicos de Roma 1960 ganó la medalla de bronce en los 100 metros estilo mariposa, con un tiempo de 1:12.2 segundos, tras la estadounidense Carolyn Schuler y la neerlandesa Marianne Heemskerk; también ganó la medalla de plata en los relevos de 4x100 metros estilos, nadando el largo de mariposa, tras Estados Unidos y por delante de Alemania.